# Vlčí
Vlčí (en allemand : Wölfling) est une commune du district de Plzeň-Sud, dans la région de Plzeň, en République tchèque. Sa population s'élevait à 78 habitants en 2022.

## Géographie
Vlčí se trouve à 8 km au sud-sud-est de Přeštice, à 26 km au sud de Plzeň et à 100 km à l'ouest-sud-ouest de Prague.
La commune est limitée par Nezdice à l'ouest et au nord-ouest, par Příchovice au nord, par Horšice et Týniště à l'est, par Kbel au sud, et par Švihov à l'ouest.

## Histoire
La première mention écrite de la localité date de 1355.

## Galerie

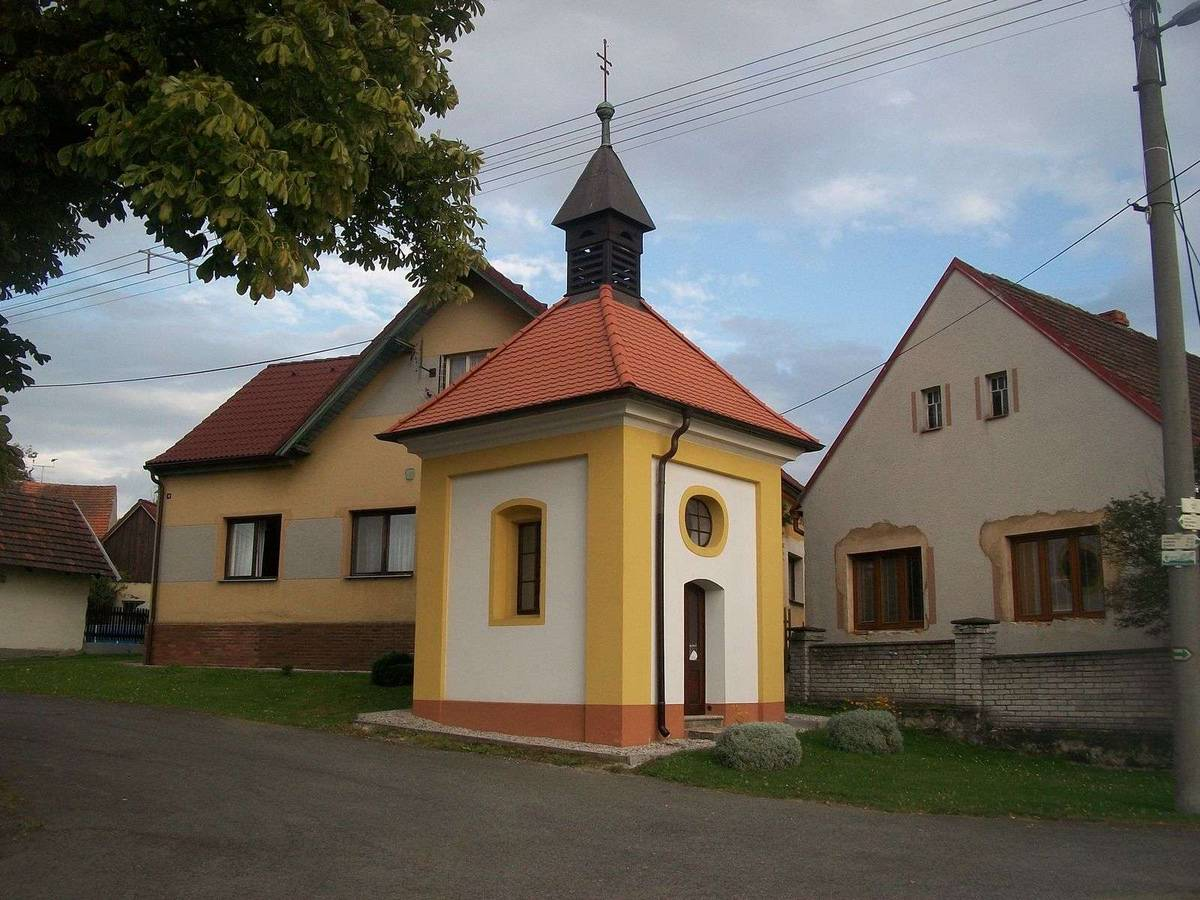
Chapelle à Vlčí.

## Transports
Par la route, Vlčí se trouve à 9 km de Přeštice, à 31 km de Plzeň et à 119 km de Prague.